# Maritta Marke
Maritta Marke (født Asta Margit Svensson 30. juni 1905 i Äsperöd i Sverige, død 8. december 1983 i Stockholm i Sverige) var en svensk skuespiller og sanger. 
Maritta Marke var gift med den norskfødte skuespiller Leif Amble-Næss. Sammen fik de skuespilleren og regissøren Lars Amble.

## Filmografi
- 1931 – Trøtte Teodor (Trötte Teodor)
- 1932 – En kärleksnatt vid Öresund
- 1932 – Lyckans gullgossar
- 1932 – Svärmor kommer
- 1933 – Giftasvuxna döttrar
- 1935 – Kärlek efter noter
- 1935 – Ekteskapsleken (Äktenskapsleken)
- 1936 – Kungen kommer
- 1936 – Släkten är värst
- 1937 – Gøi på landet (Pensionat Paradiset)
- 1938 – Med folket för fosterlandet
- 1938 – Milly, Maria och jag
- 1940 – Juninatten
- 1945 – Änkeman Jarl
- 1955 – Luffaren och Rasmus
- 1958 – Mannekeng i rødt (Mannekäng i rött)
- 1960 – Nå mørket faller på (När mörkret faller)
- 1963 – Den gule bilen (Den gula bilen)
- 1966 – Yngsjömordet